# Cantó de Tolosa-1
El cantó de Tolosa-1 és un cantó francès del departament de l'Alta Garona, a la regió d'Occitània. Està inclòs al districte de Tolosa, està format només per la part del centre de la prefectura, Tolosa de Llenguadoc.

## Barris
- Capitòli
- Bonhoure
- Esquiròl
- La Daurada
- Plaça Dupuy
- Sant Aubin